# Ільїн Іван Олександрович
Ільїн Іван Олександрович (1883–1954) — російський філософ, письменник, публіцист. Народився у Москві, Російська імперія. Після більшовицького перевороту 1917 року емігрував із Росії. Ідеолог Російської загальновійськової спілки. Гегельянець, один з ідеологів російського месіанства, білого руху Росії та фашизму, критик комунізму й колективного Заходу. Помер у Швейцарії. Справив вплив на світогляд російських правих мислителів і політиків, зокрема Олександра Солженіцина. Часто цитувався Володимиром Путіним. Президент Путін захоплюється творчістю Івана Ільїна, який, відповідно до оцінок експертів, є прихильником та ідеологом російського фашизму.

## Цитати

### Неприйнятність демократії для Росії
..Механическое, количественное и формальное понимание государства, которое осуществляется в западных демократиях, не есть ни единственно-возможное, ни верное. Напротив: оно таит в себе величайшие опасности; оно не блюдет органическую природу государства; оно не единит граждан в Общем… Поэтому такая форма “государственности” и “демократии” не обещает России ничего доброго и не подлежит ни заимствованию, ни воспроизведению. России нужно иное, новое, качественное и зиждительное…Грядущей России предстоит найти для себя – свою, особую, оригинальную государственную форму, такое сочетание из “учреждения” и “корпорации”, которое соответствовало бы русским национальным историческим данным… Перед лицом такой творческой задачи призывы к формальной демократии остаются наивными, легкомысленными и безответственными.
Спасти Россию сможет только полновластный глава государства, вокруг которого мы сможем творчески объединиться, забыв все и помня одну Россию, не предрешая той окончательной государственной формы, в которой Россия сможет в дальнейшем жить и крепнуть.

### Фашизм
|  | рос. Фашизм возник как реакция на большевизм, как концентрация государственно-охранительных сил направо. Во время наступления левого хаоса и левого тоталитаризма - это было явлением здоровым, необходимым и неизбежным. Такая концентрация будет осуществляться и впредь, даже в самых демократических государствах: в час национальной опасности здоровые силы народа будут всегда концентрироваться в направлении охранительно-диктаториальном. Так было в древнем Риме, так бывало в новой Европе, так будет и впредь... Франко и Салазар поняли это и стараются избежать указанных ошибок. Они не называют своего режима "фашистским". Будем надеяться, что и русские патриоты продумают ошибки фашизма и национал-социализма до конца и не повторят их. |

### Україна
|  | рос. Украина признается наиболее угрожаемою частью России в смысле отделения и завоевания. Украинский сепаратизм есть явление искусственное, лишенное реальных оснований. Он возник из честолюбия вожаков и международной завоевательной интриги. Отделившись, это государство предает само себя на завоевание и разграбление иностранцам. Малороссия и Великороссия связаны воедино верой, племенем, исторической судьбой, географическим положением, хозяйством, культурой и политикой. Иностранцы, подготовляющие расчленение, должны помнить, что они объявляют этим всей России вековую борьбу. Не будет мира и хозяйственного расцвета на востоке при таком расчленении. Россия превратится в источник гражданских и международных войн на века. Расчленяющая держава станет ненавистнейшим из врагов национальной России. В борьбе с нею будут пущены в ход все союзы и всякие средства... Национальная Россия не ищет ничьей погибели, но она сумеет ответить своевременно на всякую попытку расчленения и будет бороться до конца. Всякой державе выгодней иметь Россию другом, а не врагом. История еще не сказала своего последнего слова |

### Праці
- В электронной библиотеке Одинцовского благочиния [Архівовано 4 червня 2016 у Wayback Machine.]
- Сайт МГУ «Наследие русского философа И. А. Ильина» [Архівовано 25 серпня 2016 у Wayback Machine.]
- Книги и статьи И. Ильина в библиотеке Гумер [Архівовано 30 грудня 2012 у Wayback Machine.]
- Звёзды русской культуры в Интернете [Архівовано 8 червня 2016 у Wayback Machine.]
- Библиотека думающего о России [Архівовано 7 березня 2016 у Wayback Machine.]
- И. А. Ильин о необходимости противодействия агентуре МГБ-КГБ (из серии статей для чинов РОВСа, написанных в 1948—1954 гг.)
- Иван Ильин. «О грядущей России». [Архівовано 4 березня 2016 у Wayback Machine.] lib.ru Избранные статьи. под ред. Н. П. Полторацкого. Изд. Св.-Троицкого Монастыря и Корпорации Телекс Джорданвилл, Н.-Й. США, 1991. //М.: Воениздат, 1993. — 368 с.
- О сопротивлении злу силой [недоступне посилання — історія]
- И. Ильин «Основы государственного устройства», «Проект Основного Закона России» [Архівовано 4 березня 2016 у Wayback Machine.]
- И. Ильин «О России. Три речи», «Что сулит миру расчленение России», «О грядущей России», «Какие же выборы нужны России?», «О монархии и республике», «О сопротивлении злу силою» [Архівовано 23 вересня 2016 у Wayback Machine.]

### Німецькою
- Kommunismus oder Privateigentum? Berlin: Verlagsanstalt d. Deutschen Hausbesitzes, 1929.
- Wider die Gottlosigkeit. Berlin: Eckart-Verl., 1931.
- Die Ziele und die Hoffnungen; Die Arbeitsmethoden; Das System des Terrors; Kommunismus als Beamtenherrschaft; Das Schicksal des russischen Bauern; Die Lage der Arbeiter // Welt vor dem Abgrund. Politik, Wirtschaft und Kultur im kommunistischen Staate. Berlin: Eckart-Verl., 1931. S. 15-34, 35-53, 99-118, 119—142, 183—218, 371—400.
- Gift — Geist und Wesen des Bolschewismus. Berlin: Eckart-Verl., 1931.
- (mit A. Ehrt als J. Schweikert) Entfesselung der Unterwelt. Berlin: Eckart-Verl., 1932.
- Was hat das Martyrium der Kirche in Sowjet-Rußland den Kirchen der anderen Welt zu sagen? Neukirchen: Stursberg, 1936.
- Der Angriff auf die christliche Ostkirche. Neukirchen: Stursberg, 1937.
- Das Martyrium der Kirche in Rußland. Neukirchen: Stursberg, 1937.
- Ich schaue ins Leben. Berlin: Furche-Verl., 1938.
- Wesen und Eigenart der russischen Kultur. Zürich: Aehren Verl., 1942.
- Die ewigen Grundlagen des Lebens. Zürich: Aehren Verl., 1943.
- Das verschollene Herz. Bern: Haupt, 1943.
- Blick in die Ferne. Affoltern am Albis: Aehren Verl., [1945].
- Die Philosophie Hegels als kontemplative Gotteslehre. Bern: Francke, 1946.

### Біографія
- Мельничук О. С. Право і держава в концепції правосвідомості І. О. Ільїна: Моногр. — О.: Фенікс, 2008. — 178 с.
- Томсинов В. А. Мыслитель с поющим сердцем. Иван Александрович Ильин: русский идеолог эпохи революций. М.: Зерцало-М, 2012. — 102 с. (серия «Великие русские люди»).
- Тімоті Стайдер. Шлях до несвободи: Росія, Європа, Америка / перекл. з англ. Г. Герасим. — Львів: Човен, 2020. — 392 с. (С. 25-26)
- Иван Александрович Ильин, видеофильм
- Биография Ильина Ивана Александровича[недоступне посилання з лютого 2019]

### Критика
- Мартынов К. Архивы духовности [Архівовано 16 січня 2013 у Wayback Machine.]
- Семенов Ю. О русской религиозной философии конца XIX — начала XX века [Архівовано 23 січня 2013 у Wayback Machine.]
- Кожевников В. А. Платоническая теория права Ив. Ильина. Анахронизм или перспектива? Критический конспект книги И. А. Ильина «О сущности правосознания» [Архівовано 4 квітня 2016 у Wayback Machine.]
- Достоинства и недостатки миросозерцания И. А. Ильина